# Clear Lake (Washington, Skagit megye)
Clear Lake az Amerikai Egyesült Államok északnyugati részén, Washington állam Skagit megyéjében elhelyezkedő település.
Clear Lake önkormányzattal nem rendelkező, úgynevezett statisztikai település; a Népszámlálási Hivatal nyilvántartásában szerepel, de közigazgatási feladatait Skagit megye látja el. A 2010. évi népszámlálási adatok alapján 1002 lakosa van.
A helységet 1890-ben, a vasútvonal meghosszabbításakor alapították. Clear Lake postahivatala 1891 óta működik.

## Éghajlat
A település éghajlata óceáni (a Köppen-skála szerint Cfb).

## Népesség
A település népességének változása:
| Lakosok száma | 942  | 1002 | 1228 |
|               | 2000 | 2010 | 2020 |

## Fordítás
- Ez a szócikk részben vagy egészben  a   Clear Lake, Skagit County, Washington című angol Wikipédia-szócikk ezen változatának fordításán alapul.  Az eredeti cikk szerkesztőit annak laptörténete sorolja fel. Ez a jelzés csupán a megfogalmazás eredetét és a szerzői jogokat jelzi, nem szolgál a cikkben szereplő információk forrásmegjelöléseként.